# Associação Atlética Portuguesa (Santos)
|  | No s'ha de confondre amb Associação Portuguesa de Desportos o Associação Atlética Portuguesa (RJ). |

L'Associação Atlética Portuguesa, coneguda com a Portuguesa Santista, és un club de futbol brasiler de la ciutat de Santos.
El club va ser fundat el 20 de novembre de 1917 per descendents portuguesos de la ciutat de Santos. El 1997 competí al Campeonato Brasileiro Série C, essent eliminat a la primera fase.
Fou el primer club del futbolista Neymar.

## Palmarès
- Campionat paulista de segona divisió:
  - 1964
- Fita Azul do Futebol Brasileiro:
  - 1959